# Акуратере, Ливия
Ливия Акуратере (латыш. Līvija Akurātere), в девичестве Печака (латыш. Pečaka; 23 сентября 1925, Рига, Латвия — 26 января 2017) — советский латвийский театровед, театральный критик, переводчик.

## Биография
В 1948 году окончила филологический факультет Латвийского университета, затем в 1950 году — Театральный институт, получив диплом актрисы.
С 1951 по 1953 год — руководитель литературного отдела театра «Дайлес».
С 1964 года член Союза писателей Латвийской ССР (позднее — Латвии).
С 1965 по 1968 год — первый руководитель Народной студии киноактёра Рижской киностудии.
В 1968 по 1999 гг. — профессор института литературы, фольклора и искусства Латвийской академии культуры, преподаватель истории.
С 1953 по 1957 год и с 1958 по 1961 год работала в Министерстве культуры Латвии.
С 1964 по 1965 год — руководитель литературного отдела Государственного театра юного зрителя Латвийской ССР.
С 1999 года — член гильдии драматургов.
В 2008 году удостоена награды «Ночь лицедеев» за пожизненный вклад в театральное искусство.
Была замужем за актёром Волдемаром Акуратерсом, в браке родились двое детей — Иева (певица Иева Акуратере) и Мартыньш.
Похоронена на кладбище Апушциема.

## Научная деятельность
Первая публикация Ливии Акуратере — рецензия на роман Вилиса Лациса «Сын рыбака» — была издана в «Советской молодёжи» в 1945 году.
В 1962 году пишет книгу об актрисе Национального театра Анте Клинтс, затем ряд книг о других театральных актёрах.
Является соавтором двухтомника об истории латышского театра «История латышского советского театра» («Latviešu padomju teātra vēsture»), которая охватывает период с 1941 по 1970 год. Отдельные статьи посвящены временам прошлого профессионального театра, как, например, немецкий театр в Риге.
Публиковала многие актуальные рецензии и статьи посвящённые анализу проблематики в периодике. Стиль статей и рецензий Акуратере характеризует деликатность и точное выражение, использование профессиональной терминологии и ведание элементов специфической актёрской техники.
В 1983 году пишет свою фундаментальную работу, монографию «Aktiermāksla latviešu teātrī» («Актёрское мастерство в латышском театре»), охватывающую период с 1870-х до 1970-х годов. В исследовании обрисованы как методологические вопросы актёрской школы, так и отдельная роль сценических артистов в воспитании нового поколения актёров.
С 1993 по 1999 год занимала должность профессора Латвийской академии культуры. Вела курс лекций по истории мирового и латвийского театра.
В последнее годы заметная работа была опубликована в 2007 году — книга «Luijs Šmits» (Луйс Шмитс).

## Награды и звания
- Премия имени Я. Судрабкална (1984 год)
- Орден Трёх звёзд IV степени (1999 год)[2]
- Награда «Ночь лицедеев» (2008 год) — за жизненный вклад в театральное искусство.
- Награда Кабинетов министров Латвии (2010 год)

### Авторские издания
- 1962 «Анта Клинтс» (латыш. Anta Klints)
- 1970 «Артур Филипсон» (латыш. Artūrs Filipsons)
- 1976 «Эмилия Виестуре» (латыш. Emīlija Viesture)
- 1978 «Гунар Цилинский» (латыш. Gunārs Cilinskis)
- 1983 «Актёрское искусство в латвийском театре» (латыш. Aktiermāksla latviešu teātrī)
- 1985 «Несравненная актриса» (латыш. Neparastā aktrise) — об Э. Берзине
- 1988 «Dzīves izturīgie» — об И. Митревице и Н. Мурниексе

### Коллективные издания
- «История латышского советского театра» (латыш. Latviešu padomju teātra vēsture; в 2 томах, 1973—1974)
- «Pижский Teaтp pусскoй драмы» (латыш. Rīgas Krievu drāmas teātris; 1983)
- «Рудолфс Пиладзис» (латыш. Rūdolfs Pīlādzis; 1985, в соавторстве с В. Лапацинской)
- раздел «О театре» в коллективной монографии «Материалы по литературе и искусству Латвии 1941—1945 гг.» (латыш. Materiāli par literatūru un mākslu Latvijā 1941.-1945. gadā; 1990)

### Переводы
- с английского — пьеса Дж. Барри «Питер и Венди» (театр 1976, книга 1982),
- с немецкого — пьеса Дж. Табори «Вейсман и Краснолицый» (театр 1994)

## Фильмография
- Автор сценария к фильму «Jānis Osis» (Янис Осис) (1966)